# Orahovac
 Ovo je glavno značenje pojma Orahovac. Za druga značenja pogledajte Orahovac (razdvojba).
Orahovac ili "liker od oraha" je voćni liker. Priprema se posebnom tehnologijom iz ekstrakta zelenih plodova oraha. Delikatesno piće blago gorkastog okusa.

## Ostalo
- Orahovača je naziv za rakiju od zelenih oraha[1]
- Sastojak Vlahovca je rakija lozovača u koju su potapane ljuske zelenih oraha. Taj napitak i danas se u nekim šibenskim kućama pije za olakšavanje probave. Ne zna se je li Vlahov taj jednostavni i učinkoviti eliksir za poboljšanje probave uzeo iz šibenske pučke tradicije ili su ga Šibenčani naučili praviti od njega.[2]